# Іскія
Іскія (італ. Ischia) — муніципалітет в Італії, у регіоні Кампанія, метрополійне місто Неаполь.
Іскія розташована на відстані близько 180 км на південний схід від Рима, 27 км на захід від Неаполя.
Населення — 19 877 осіб (2014).
Щорічний фестиваль відбувається 5 березня. Покровитель — San Giovan Giuseppe della Croce.

## Демографія
Населення за роками:

Станом на 1 січня 2023 року в муніципалітеті офіційно проживав 1131 іноземець з 59 країн, серед них 347 громадян країн Євросоюзу та 229 громадян України.

## Уродженці
- Джузеппе Тальялатела (*1969) — італійський футболіст, воротар, згодом — футбольний тренер.

## Сусідні муніципалітети
- Барано-д'Іскія
- Казаміччола-Терме